# 宝平街道
宝平街道，是中华人民共和国天津市宝坻区下辖的一个乡镇级行政单位。

## 行政区划
宝平街道下辖以下地区：
华苑小区社区、新苑小区社区、鸣春社区、宝平社区、百间社区、中保社区、寺西社区、西南楼社区、建设路社区、田场社区、刘辛庄社区、岳园社区、南苑庄村、西方寺村、岳家园村、大马庄村、刘辛庄村、于庄头村、前朝霞村、石佛营村、黑豆窝村、路庄子村、歇马台村、石桥村、太平庄村、金色领地社区、凯旋丽舍社区和潮阳花园社区。